# Bockhorn (Dolna Saksonia)
Bockhorn – gmina samodzielna (niem. Einheitsgemeinde) w Niemczech, w kraju związkowym Dolna Saksonia, w powiecie Friesland.

## Dzielnice gminy
| - Adelheidsgroden - Bockhorn - Bockhornerfeld - Bredehorn - Ellenserdammersiel | - Goehlriedenfeld - Grabstede - Jührdenerfeld - Kranenkamp | - Moorwinkelsdamm - Osterforde - Petersgroden - Steinhausen |

## Współpraca
- Vértessomló, Węgry